# フィリップ・トマス
フィリップ・フランシス・トマス（Philip Francis Thomas, 1810年9月12日 - 1890年10月2日）は、アメリカ合衆国の法律家、政治家。1848年から1851年までメリーランド州知事を務め、1860年から1861年までアメリカ合衆国財務長官を務めた。

## 生涯
1810年、トマスはメリーランド州イーストンに生まれた。トマスは1828年にペンシルベニア州のディッキンソン大学に入学したが、2年後の1830年に、迷惑行為を理由に大学を退学処分となった。トマスはその後、法学を独学で勉強し、翌1831年にメリーランド州から弁護士として認可を受けた。
弁護士の認可を受けたトマスは弁護士業を開業し、間もなく民主党に加入した。トマスは1834年のメリーランド州下院議員選挙に出馬したが、敗北を喫した。1836年、トマスはメリーランド州の憲法制定会議の委員に選任され、憲法制定の審議に当たった。その後1836年と1837年に再びメリーランド州下院議員選挙に出馬したが、いずれも失敗に終わった。だが1838年、トマスはようやく勝利を収めることに成功し、1839年までの1年間、メリーランド州下院議員を務めた。
1839年、トマスはメリーランド州第2選挙区からアメリカ合衆国下院議員に立候補し、当選を果たした。トマスは1841年までの任期を満了したが、2期目の選挙出馬要請を断り、弁護士業を再開した。その後トマスはメリーランド州議会に復帰し、1843年から1845年まで下院議員を務めた。
1848年、トマスはメリーランド州知事に立候補し、当選した。トマスは1851年に州知事の任期を満了した後、同年にメリーランド州会計監査官に選任され、1853年までその職を務めた。1853年、トマスはフランクリン・ピアーズ大統領から、海軍長官への指名を受けた。トマスはその申し出を断ったが、代わりにボルティモア港の税関長の地位を引き受けた。トマスは1860年まで税関長を務め、その後1860年2月から12月まで特許庁長官を務めた。
1860年12月、ジェームズ・ブキャナン大統領はトマスを財務長官に指名した。前任のハウエル・コブの辞任に伴う緊急的な要請であったことから、トマスはこの要請を不承不承ではあったが受理した。間もなく財務長官に着任したトマスは、国庫借入金の利子を支払うために担保を抵当に入れることを強いられた。また南部諸州の連邦離脱により国庫基盤の信頼は喪失しており、戦争不可避の風潮が高まっていた。北部の投資家はトマスが南部を訪れて資金を貸し付けることを懸念したが、トマスによるその試みは失敗に終わり、着任からわずか1ヶ月で辞職した。
財務長官を退任したトマスは、ブキャナン大統領の任期満了と3月まで政権内部でブキャナンを支持し、トマスはブキャナンの大統領退任に伴い、メリーランド州へと戻った。
1863年、トマスはメリーランド州下院議員選挙に出馬し、当選を果たした。トマスは1867年にアメリカ合衆国上院議員選挙でも勝利を収めたが、南北戦争において合衆国に対立する「武力ある敵意」が申し立てられ、議席を与えられなかった。その後トマスはアメリカ合衆国下院議員選挙にメリーランド州第1選挙区から出馬し、1875年から1877年まで下院議員を1期務めた。トマスは民主党から2期目の候補としても名が挙げられたが、トマスはその要請を断った。
その後トマスはイーストンで弁護士業を再開した。そして1890年、トマスはボルティモアで死去した。トマスの遺体はイーストンのスプリングヒル墓地に埋葬された。